# Teodor de Gàdara
Teodor de Gàdara (grec antic: Θεόδωρος Γαδαρεύς; llatí: Theodorus) va ser un retòric grec que va viure en temps d'August, nadiu de Gàdara, a la Decàpolis Palestina.
Suides diu que originalment era un esclau i que després es va retirar a  Rodes on va exercir com orador. Tiberi, retirat a aquesta illa, va ser un dels que el va escoltar, probablement entre l'any 6 aC i el 2, i la tradició diu que ja l'havia tingut de mestre de petit. Llavors va anar (o va tornar) a Roma on va ser el rival de Polemó i d'Antípater els retòrics. Va ser un dels més famosos oradors del seu temps i fundador de l'escola dels theodorei rival dels apollodorei (per Apol·lodor de Pèrgam, tutor d'August).
Entre els seus deixebles cal mencionar a Hermàgores Carió.
Va escriure diverses obres de les que el Suides enumera:
- Περὶ τῶν ἐν φωναῖς ζητουμένων, Libri tres de iis quae vocibus quaeruntur
- Περὶ ἱστορίας ά, De Historia Liber unus
- Περὶ θέσεως ἕν De Thesi Liber unus
- Περὶ διαλέκτων ὁμοιότητος καὶ ἀποδείξεως β́ De Dialectorum Similitudine et Demonstratione Libri duo
- Περὶ πολιτείας β́ De Republica Libri duo
- Περὶ Κοιλης Συριας ά De Coele-Syria Liber unus
- Περὶ ῥήτορος δυνάμεως ά De Facultate Oratoris Liber unus

I encara diu que en va escriure d'altres. La llista mostra una gran varietat d'interessos. Totes aquestes obres s'han perdut, però Quintilià en fa sovint cites d'alguns fragments, cosa que mostra la popularitat de Teodor. Un fill de Teodor de Gàdara, de nom Antoni va ser senador en temps d'Hadrià.